# 산방산
산방산(山房山)은 대한민국 제주특별자치도 서귀포시 안덕면 사계리에 있는 산이다. '산방(山房)'이라는 말은 굴이 있는 산을 뜻한다. 높이는 해발 395m이며, 남쪽 해발 150m 쯤에 해식동굴이 있어서 산방산이라 이름을 지었다. 대한민국의 명승으로 지정되었다.

## 위치
제주특별자치도 서귀포시 안덕면 사계리에 있는 산으로 사계리 해안가에서 용머리해안 퇴적층과 이어져 있는 조면암 형질의 종모양의 종상 화산체이다. 해발 345m에 이르는 산 자체가 거대한 용암덩어리로 이루어져 있다. 이 조면암질 용암의 절대연령치는 포타슘-아르곤 연대측정 결과 약 70～80만년에 이른다는 결과가 나왔다.

## 산방굴사 노송
재선충병으로 고사한 명승 제77호 '제주 서귀포 산방산'의 산방굴사 앞 400년 노송이 청동상으로 환생하였다. 서귀포시에 따르면 고사한 산방굴사 노송을 원형 그대로 본뜨는 작업을 최근 완료했다고 2014년 4월 21일 발표했다. 2015년에 약1억원의 예산을 확보해 고사한 소나무의 원형을 간직한 청동상을 만든뒤 원래 소나무가 있던 자리 부근에 세워 관광자원으로 활용한다는 계획이다. 

## 전해오는 이야기
옛날 500 장군이 있었는데 이들은 제주섬을 만든 설문대할망의 아들들로 주로 한라산에서 사냥을 하면서 살아나갔다. 하루는 500 장군의 맏형이 사냥이 제대로 되지 않아 화가 난 나머지 허공에다 대고 활시위를 당겨 분을 풀었다.
그런데 그 화살이 하늘을 꿰뚫고 날아가 옥황상제의 옆구리를 건드리고 말았다. 크게 노한 옥황상제가 홧김에 한라산 정상에 바위 산을 뽑아 던져 버렸는데, 뽑힌 자리에 생긴것이 백록담이고 뽑아던진 암봉이 날아가 사계리 마을 뒤편에 떨어졌는데 이게 바로 산방산이라 한다.

산방산은 신생대(新生代) 제3기에 화산회층(火山灰層) 및 화산사층(火山砂層)을 뚫고 해중에서부터 분출하면서 주변 지역과 함께 서서히 융기하여 현재와 같은 산 모양을 이루었다고 전해지는데 백록담과 산방산은 그 생성 과정이나 시기가 전혀 다르지만 한라산 정상의 분화구와 둘레가 같고, 산방산의 암질과 백록담 외벽(남서벽)의 암질이 같은 조면암질로 이루어져 있다.
또한 산방산에 있는 산방굴은 100여 평쯤 되는 동굴 안에 부처를 모시고 있어 ‘산방굴사’(山房窟寺)라고도 칭한다. 굴 내부 천장의 암벽 사이에서 떨어지는 물은 산방산을 지키는 여신 산방덕(山房德)이 흘리는 눈물이라는 전설도 있다. 남쪽 해안에 있는 용머리 해안은 화산회층이 해식을 받아 특이한 경관을 이루고 있어서, 하멜(Hamel)의 표류기념탑과 함께 새로운 관광지가 되고 있다.

## 같이 보기
- 문도지오름
- 남송악오름
- 넙게오름
- 제주영어교육도시
- 제주신화역사공원

## 참고 자료
- 「구석구석 제주올레길」, 잠깐 걷는 길을 멈춰도 좋겠네, 박상준 저, 스타일북스(2011년, 278~279p)
- 「전국여행」, 산방산 · 산방굴사, 박표 저, 드라이브사(1990년, 149~151p)